# Czarna nóżka ziemniaka

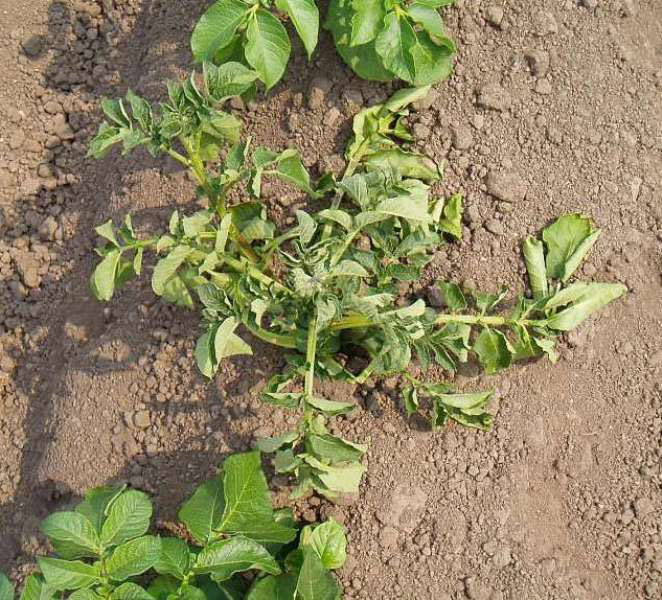

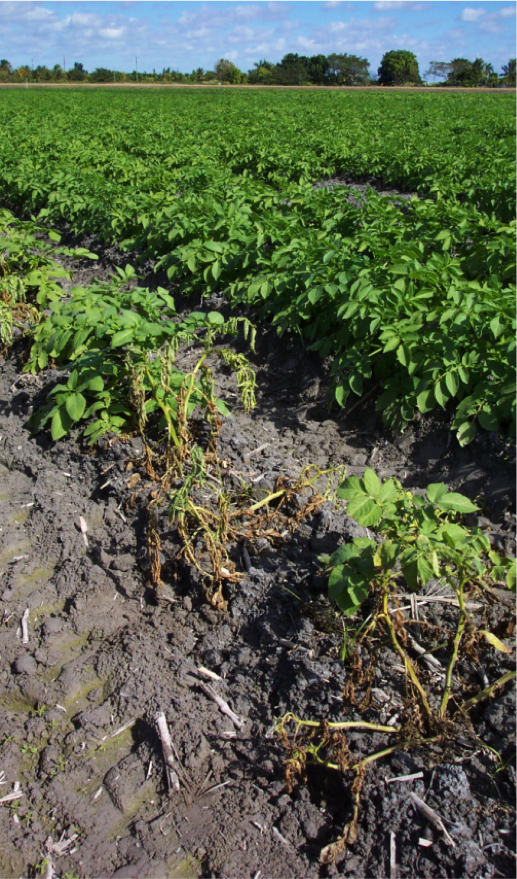

Czarna nóżka ziemniaka (ang. black leg of potato) – bakteryjna choroba ziemniaka wywoływana przez Pectobacterium atrosepticum  i Pectobacterium carotovorum subsp. carotovorum. Źródła zagraniczne podają również innych sprawców tej choroby: Pectobacterium wasabiae, Dickeya dianthicola i Dickeya solani.

## Objawy i szkodliwość
Choroba występuje we wszystkich rejonach uprawy ziemniaka (Solanum tuberosum) na świecie. W rejonach o chłodniejszym klimacie powoduje straty plonu w wysokości 10–25%. Wysokość strat w dużym stopniu zależy od warunków pogodowych, zwłaszcza od temperatury i opadów po posadzeniu. Dalsze straty pojawiają się podczas przechowywania ziemniaków.
Już wkrótce po wschodach porażone rośliny żółkną, a niektóre ich pędy rosną gorzej. Liście więdną, a brzegi ich pojedynczych listków skręcają się. Początkowo więdnięcie roślin najsilniej występuje w godzinach południowych, ale z czasem cały pęd nieodwracalnie więdnie i obumiera. Takie obumarłe pędy można łatwo wyciągnąć z ziemi, gdyż mają zniszczone korzenie. Na dolnej części łodygi są czarne przebarwienia i pachnie ona nieprzyjemnie zgniłą rybą. Tkanki przewodzące w górnej części łodygi są zbrunatniałe, stolony czernieją i gniją. Na bulwach w miejscu wyrastania stolonów pojawiają się nekrotyczne i zapadnięte plamy o barwie od purpurowej do czarnej. Na ich przekroju widoczna jest zgnilizna. Cechą charakterystyczną tej choroby jest to, że porażone tkanki są szkliste, lecz nie miękną.

## Epidemiologia
Bakterie mogą czasem przetrwać w glebie na korzeniach chwastów i resztkach pożniwnych ziemniaków, ale głównym źródłem choroby są zainfekowane sadzeniaki. Bakterie mogą znajdować się w ich tkankach przewodzących, ale także w przetchlinkach i na skórce. Zakażenie ziemniaków może nastąpić w czasie ich zbioru, podczas transportu, sortowania, przechowywania lub sadzenia. W okresie wegetacji dochodzi do wewnętrznego zakażenia bulw. Bakterie dostają się do nich wiązkami przewodzącymi z porażonych bulw przez stolony i łodygi. Może następować także zewnętrzne zakażenie bulw w glebie przez przetchlinki i rany, bakterie rozprzestrzeniają się bowiem w wodzie glebowej. Gdy podczas zbioru ziemniaków ulegają mechanicznemu uszkodzeniu gnijące i rozpływające się bulwy zainfekowane przez Pectobacterium carotovorum subsp. carotovorum, wówczas bulwy zainfekowane tą bakterią gniją w przechowalni.

## Ochrona
Podstawą ochrony przed czarną nóżką ziemniaka jest sadzenie zdrowych sadzeniaków. Stopień porażenia bulw ocenia się wiosną. Do sadzenia można użyć sadzeniaków z przechowalni, w których brak objawów choroby, lub nie przekracza ona kilku procent. Nie należy do tego celu używać bulw pochodzących z kopców lub z przechowalni, w których wiosną liczba porażonych bulw jest większa od 10%. W okresie wegetacji zmniejsza się natężenie choroby przez usuwanie porażonych roślin (wraz z ich korzeniami i bulwami). Bulwy powinno się początkowo przechowywać w temperaturze 15–20 °C. Sprzyja to zabliźnianiu się ich uszkodzeń. Później temperaturę przechowalni stopniowo obniża się do 2–6 °C. Należy też zapewnić właściwą wentylację umożliwiającą doprowadzenie tlenu i odprowadzenie dwutlenku węgla i pary wodnej. Po zakończeniu przechowywania ziemniaków należy przechowalnię zdezynfekować. Kopca nie należy zakładać na tym samym miejscu co poprzedni. Odrzucone podczas sortowania bulwy niszczy się, np. poprzez głębokie zakopanie poza polem uprawnym.
Odmiany ziemniaka o wyższej zawartości skrobi są zazwyczaj na czarną nóżkę bardziej podatne niż odmiany o małej zawartości skrobi.